# Platanthera inouei
Platanthera inouei är en orkidéart som beskrevs av Peter Gennadievich Efimov. Platanthera inouei ingår i släktet nattvioler, och familjen orkidéer. Inga underarter finns listade i Catalogue of Life.